# Polidaktylia
Polidaktylia (polydaktylia) (gr. polýs – wiele, mnogi; dáktylos – palec) – wada wrodzona polegająca na obecności dodatkowego palca bądź palców, najczęściej I lub V.
Dodatkowe palce mogą być cechą zaburzeń chromosomowych (np. zespół Pataua), zaburzeń monogenowych autosomalnie dominujących lub o etiologii nieznanej. Polidaktylia może być wadą izolowaną lub stanowić część obrazu klinicznego wielu zespołów wad wrodzonych. Jest to najczęściej występująca wada kończyn górnych. Niekiedy występuje łącznie z palcozrostem (syndaktylia).

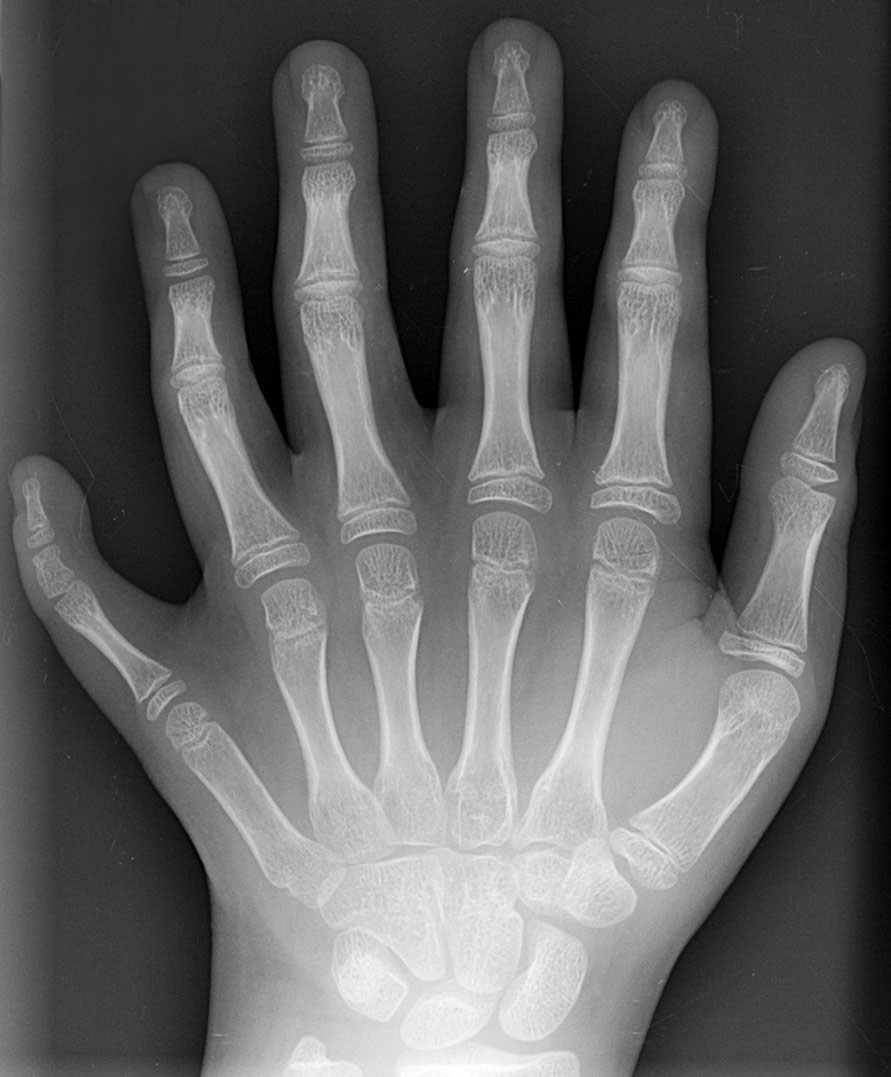
Polidaktylia lewej ręki
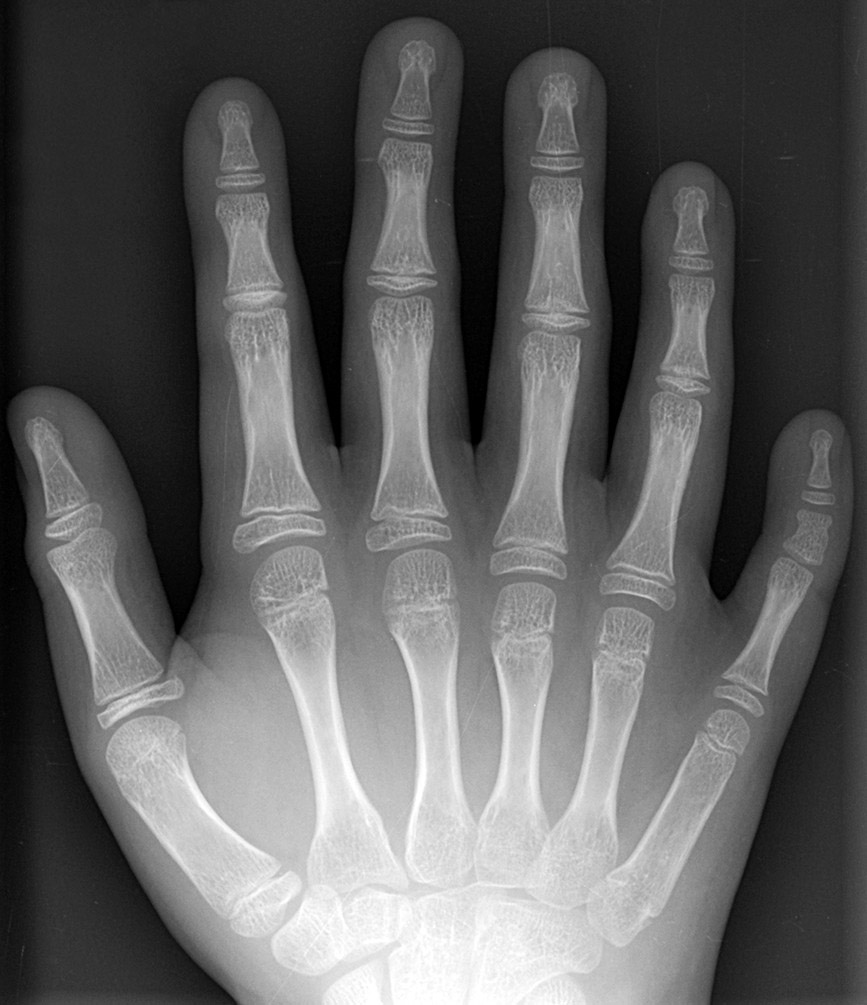
Polidaktylia prawej ręki
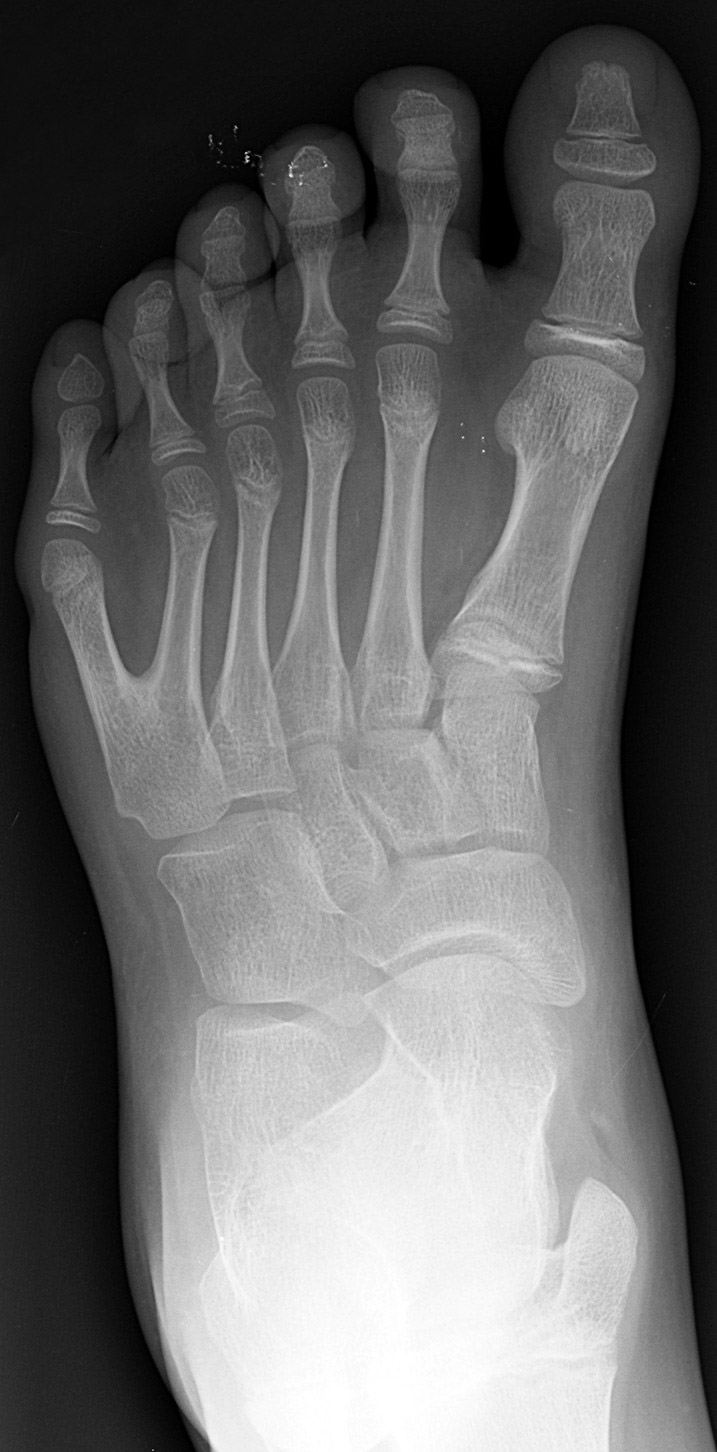
Polidaktylia lewej stopy
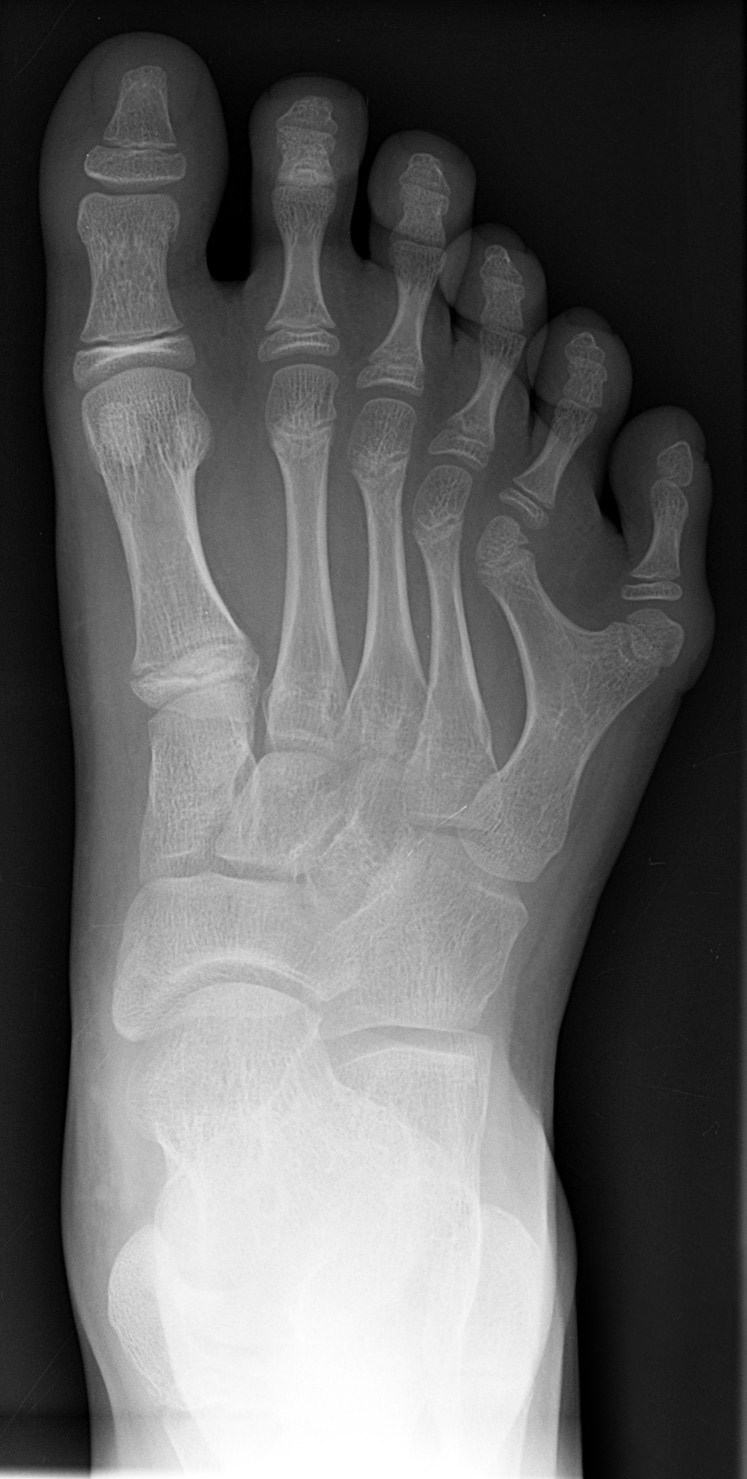
Polidaktylia prawej stopy
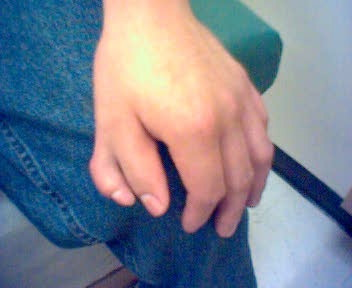
Polydaktylia u 27-letniego mężczyzny; w palcu nie ma stawów, przez co pozbawiony jest możliwości ruchu
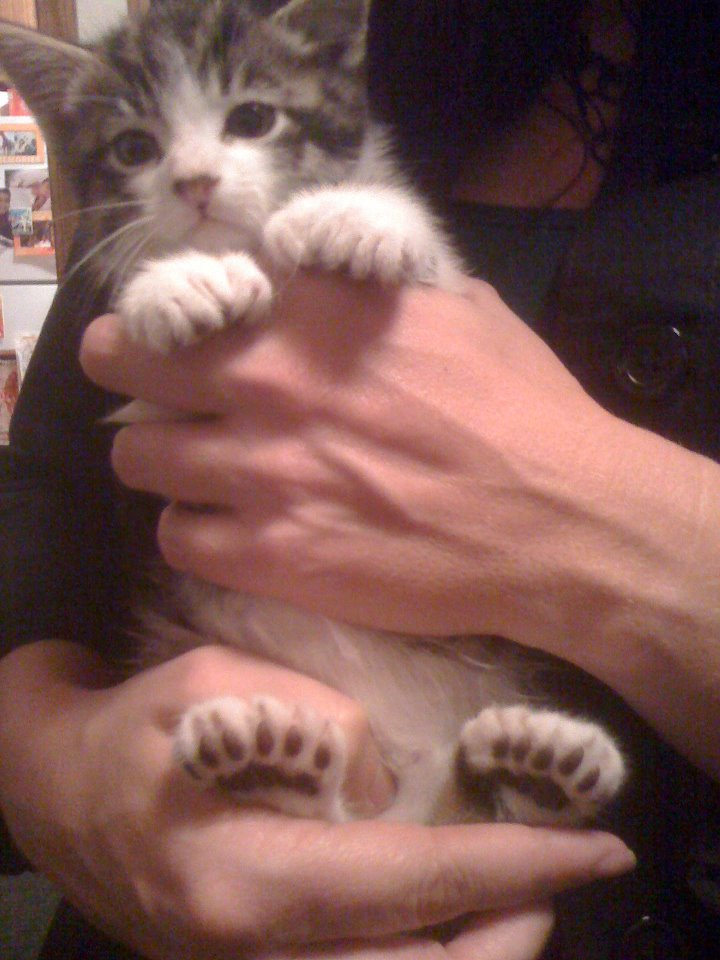
Polidaktylia u kota – zwierzę ma 23 palce

## Znani ludzie z polidaktylią
- Henryk II Pobożny
- Władysław III Warneńczyk
- Anna Boleyn – druga żona króla Anglii, Henryka VIII (informacja niepewna)
- Hrithik Roshan – współczesny aktor z Bollywood
- Gemma Arterton – współczesna brytyjska aktorka. Zoperowane we wczesnym dzieciństwie.
- Raúl González Blanco – piłkarz (wieloletni kapitan Realu Madryt)